# Вернате (Ломбардія)
Вернате (італ. Vernate) — муніципалітет в Італії, у регіоні Ломбардія, метрополійне місто Мілан.
Вернате розташоване на відстані близько 470 км на північний захід від Рима, 20 км на південний захід від Мілана.
Населення — 3236 осіб (2012).

## Демографія
Населення за роками:

Станом на 1 січня 2023 року в муніципалітеті офіційно проживав 231 іноземець з 37 країн, серед них 92 громадяни країн Євросоюзу та 27 громадян України.

## Сусідні муніципалітети
- Бінаско
- Кальвіньяско
- Казариле
- Казорате-Примо
- Новільйо
- Роньяно
- Розате
- Трово